# Арношт Барт
За друга значења, погледајте Барт.
Арношт Барт (глсрп. Arnošt Bart; Летон код Кубшица, 28. август 1870 — Брезинка код Малешеца, 15. фебруар 1956), познат под псеудонимом Брезинчански (глсрп. Brězynčanski), био је лужичкосрпски политичар и културни дјелатник. Један је од оснивача националне организације Лужичких Срба „Домовина” и њен први предсједник (1912—1927).

## Биографија
Арношт Барт је рођен 28. августа 1870. године у лужичкосрпског сељачкој породици у лужичком граду Летон у општини Кубшице. Од 1885. до 1888. године похађао је стручни школу у Будишину. Затим је путовао по Европи, посјетивши Француску, Русију и Аустроугарску. У домовину се вратио 1890. године и исте године придружио културно-просвјетном друштву „Матица лужичкосрпска”. Учествовао је у културним и друштвеним дешавањима међу лужичкосрпским сељацима. Истовремено је учествовао и у политичким активностима, подржавајући ставове саксонских конзервативаца.
Године 1912. био је један од оснивача лужичкосрпске друштвене организација „Домовина”. Током Новембарске револуције у Саксонији 1918. године био је оснивач Лужичкосрпског народног комитета. Позивајући се на мировни пројекат америчког предсједника Вудроа Вилсона под називом „Четрнаест тачака”, тражећи право националног самоопредјељења и политичку аутономију Лужичких Срба. Позивао је на успостављање лужичкосрпске аутономију у оквиру Њемачког царства или Чехословачке Републике. У децембру 1918. године водио је преговоре са чехословачким властима о њиховој подршци лужичкосрпским интересима. У својој борби за политичку аутономију Лужичких Срба успио је да нас своју страну придобије неколико чланова Лужичкосрпског народног комитета.
У јануару 1919. године прошао је кроз Праг на путу ка Париској мировној конференцији. У Прагу је покушао да се придружи чехословачкој делегацији, али то није успио да оствари, након чега се у априлу 1920. године враћа у Њемачку, гдје је због својих активности ухапшен и осуђен на три године затвора. Након пуштања на слободу, учествовао је у раду Лужичкосрпске народне партије.
Послије доласка нациста на власти у Њемачкој 1933. године бива ухапшени осуђен на кратко вријеме. Из Горње Лужице је протјеран 1935. године. Од 1944. до 1945. године је био у затвору.
Након Другог свјетског рата прихватио је да учествује у обнављању лужичкосрпских организација. Држећи се конзервативних ставова, учествовао је у политичким дјелатиностима међу Лужичким Србима.
Послије рата живио је у селу Брезинка по коме је узео псеудоним Брезичански. Преминуо је 15. фебруара 1956. године у селу Брезинка.